# 시암 썬셋
《시암 썬셋》(Siam Sunset)은 오스트레일리아에서 제작된 존 폴슨 감독의 1999년 코미디 영화이다. 라이너스 로체 등이 주연으로 출연하였고 앨 클락 등이 제작에 참여하였다.

## 출연

### 주연
- 라이너스 로체
- 다니엘 코맥

### 조연
- 이안 블리스

## 기타
- 미술: 스티븐 존스-에반스
- 의상: 루이즈 웨이크필드
- 배역: 앤 로빈슨

## KBS 성우진 (2002년 2월 17일)
- 이규화 - 페리(라이너스 로체)
- 배정미 - 그레이스(다니엘 코맥)
- 김영민 - 마틴(이안 블리스)
- 노민 - 빌(로이 빌링)
- 문지현 - 제인(레베카 홉스)
- 온영삼 - 아서(테리 켄릭)
- 나수란 - 실리아(데이드리 루벤스타인)
- 황원 - 조이(피터 호스킹)
- 유지영 - 로웨나(빅토리아 에거)
- 이승주 - 에릭(로버스 멘지스)
- 박상일 - 포터(앨런 로벨)
- 이재명 - 베트남(충 다오)
- 이장원 - 스튜어트(앨런 브로우)

## 개봉
이 영화는 1999년 칸 영화제에서 초연되었다. 오스트레일리아의 박스오피스에서 $878,819의 흥행 수익을 거뒀다.